# Satu Nou (gmina Mircea Vodă)
Satu Nou – wieś w Rumunii, w okręgu Konstanca, w gminie Mircea Vodă. W 2011 roku liczyła 2862 mieszkańców.